# Jocs Nemeus
Els Jocs Nemeus (grec antic: Νέμεα ο Νέμεια) eren uns dels quatre jocs panhel·lènics celebrats a l'antiga Grècia, disputats en una vall anomenada Nèmea, a l'Argòlida, cada dos anys. Eren disputats en honor de Zeus Nemeu.

## Història
Nèmea era un lloc on havien succeït diversos esdeveniments mítics. En aquell lloc, Argos Panoptes vigilava la seva germana Io, i Hèracles hi va matar el Lleó de Nèmea. Pausànias va indicar el lloc on hi havia la cova del Lleó. S'hi va construir l'esplèndid temple a Zeus Nemeu, que tenia un recinte sagrat, el ἄλσος («alsos»), no pas un bosc sinó una zona dedicada al déu. Hi havia també un heròon dedicat a Ofeltes fill de Licurg, rei de Nèmea, que va ser mort per una serp quan els set cabdills anaven a conquerir Tebes. En aquests llocs se celebraven els Jocs.
Segons les fonts, els Jocs van ser fundats per Hèracles després de derrotar el lleó de Nèmea, diuen uns escolis a Píndar, o bé, segons Pausànies, instituïts com a Jocs Fúnebres per la mort d'Ofeltes. Èsquil diu que Ofeltes era un fill de Nèmea, la filla del riu Asop. De qualsevol forma, se sap que els jocs, segurament en principi unes festes locals, daten en la seva forma panhel·lènica, només des del segle sisè aC.

## Els Jocs
Amb els Jocs Ístmics, els Jocs Nemeus es disputaven l'any anterior i l'any posterior als Jocs Olímpics, i els Jocs Pitis se celebrava el tercer any del cicle olímpic.
Durant els Jocs se celebraven concursos musicals, competicions gimnàstiques i eqüestres (ἀγὼν μουσικός «agón mousikós», γυμνικός «gymnikós», ἱππικός «hippikós»), segons Plutarc. Les competicions gimnàstiques eren com les dels Jocs Olímpics, i es mencionen expressament la carrera a peu per homes i nens, la lluita, per a homes i joves, el pentatló, per a homes i nens, el pancraci, per a homes i joves. Segons es pot deduir de Pausànies, també es feien competicions de pugilat. Píndar diu que a més de les carreres simples a peu se celebraven curses d'homes amb la seva armadura completa. Els Jocs, segons Titus Livi, duraven més d'un dia. Els Jocs anaven a càrrec de la ciutat de Cleones, fins que Argos se'n va fer càrrec, i ocasionalment se'n donava la direcció a caps polítics o militars com ara Filip II de Macedònia o Tit Quinti Flaminí. De fet els que dirigien els Jocs eren els Hel·lanòdica, que se suposa que eren dotze (a Olímpia portaven el mateix nom i n'eren deu), i eren els encarregats d'arbitrar els concursos i donar els premis als guanyadors.
Els vencedors, com en altres grans festivals, rebien una garlanda de fulles d'api salvatge de la ciutat d'Argos. Segons algunes fonts, els vencedors en una primera època, rebien corones fetes amb branques d'oliver, però l'api, per la seva forma s'assimilava a un emblema de dol, i commemorava la mort d'Ofeltes. Durant la celebració s'establia la Hieromènia o treva sagrada, i cessaven totes les hostilitats. Els pobles grecs enviaven ambaixadors amb ofrenes a Zeus Nemeu.